# Home de Marree

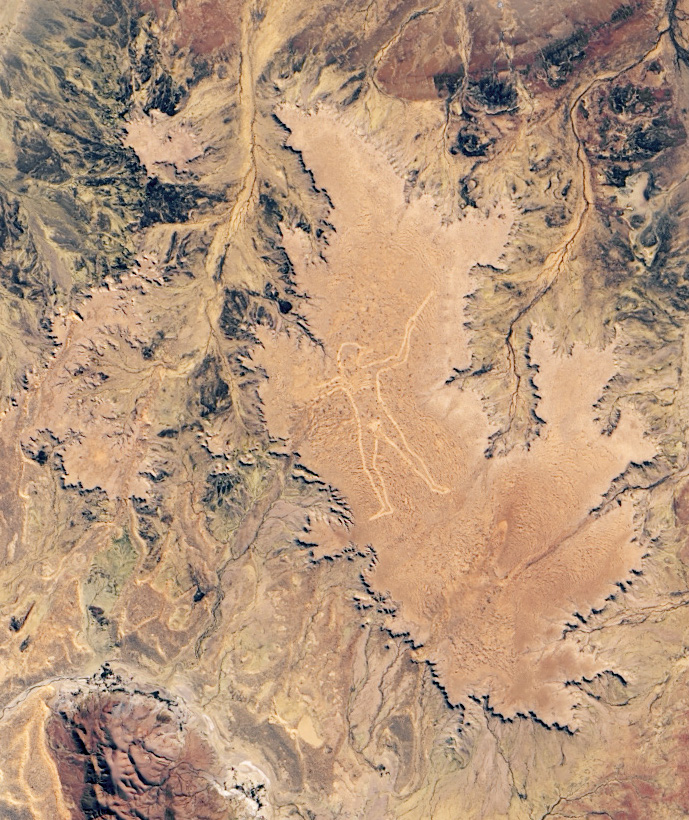
LHome de Marree al centre d'Austràlia. Fotografia realitzada el 1998

L'Home de Marree o Gegant de Stuart (Marree Man o Stuart's Giant, en anglès) és un geoglif modern creat el 1998, de 4,2 km de llargària, el més gran conegut al món. Va ser descobert per casualitat per un pilot d'avions de passatgers el 26 de juny de 1998, quan sobrevolava la zona, però el seu autor i origen són desconeguts. Sí que se sap en canvi, a través de la comparació entre dues imatges per satèl·lit, que fou creat entre el 27 de maig i el 12 de juny de 1998. Aquestes dues dates corresponen respectivament a les dues imatges següents del satèl·lit Landsat-5 de la NASA sobre la ubicació de l'Home de Marree Man a Austràlia.
L’agost de 2016 es va provar de repetir el geoglif mitjançant un aparell assistit per GPS. El treball va donar lloc a un esquema clarament visible des de l’aire, que coincideix amb l’original. Dues dècades després de la seva creació, es va especular que l'obra en si mateixa no s'hauria pogut crear sense la tecnologia GPS, llavors en els seus inicis.
Els traços tenen en general de vint a trenta centímetres de profunditat, amb un màxim de trenta metres de llargària. Sembla representar un aborigen australià, semblant als de la tribu Pitjantjatjara, caçant ocells o wallabis amb un boomerang. Està representat en un altiplà a Finnis Springs, situat a seixanta quilòmetres a l'oest de la ciutat de Marree, al centre d'Austràlia meridional.
No es pot visitar per terra, ja que es troba en unes terres protegides per tenir vestigis arqueològics dels anomenats Temps de somni, el tema central de la cultura australiana i que explica l'origen del seu món. De fet, els membres de la tribu Dieri es van queixar públicament del que trobaven una greu ofensa; la ministra australiana de Medi Ambient, Dorothy Kotz, la va qualificar de "vandalisme" i altres alts càrrecs polítics el van considerar com un grafit en un indret públic protegit.